# Cratere Faith
Faith  è un cratere sulla superficie di Marte.